# Zivert

Iulia Zivert ( rusă Ю́лия Зи́верт, născută pe 28 noiembrie 1990), mai cunoscută prin numele ei de scenă Zivert, este o cântăreață și model rus.  Cariera sa a început în 2017 după ce a lansat primele sale single-uri „Чак” și „Анестезия”.    Ea a câștigat faima internațională în 2018 cu single-ul său „Life”. 

## Viața timpurie și cariera
Iulia Zivert s-a născut pe 28 noiembrie 1990 la Moscova.   Ea a descris muzica drept visul ei din copilărie, de când făcea concerte acasă aproape în fiecare zi. 
În 2017, Zivert a semnat cu casa de producție rusă First Music Publishing (FMP).   Single-ul ei de debut, numit „Чак”, a prezentat-o pe canalul ei de YouTube pe 1 aprilie 2017.  Pe 17 iunie a lansat și videoclipul piesei.  Cel de-al doilea single al său, „Анестезия”, a fost lansat pe 15 septembrie  cu videoclipul lansat pe 17 ianuarie 2018.  
Pe 6 aprilie 2018 a prezentat primul său mini album, numit «Сияй». Au fost enumerate 4 piese: "Еще хочу", "Зеленые волны", "Сияй" и "Океан".   
Pe 12 martie 2019, pe YouTube a fost prezentat un videoclip pentru piesa „Life”  , până atunci deja trei luni și jumătate fuseseră populare pe diverse platforme digitale.  . Videoclipul a fost filmat în Hong Kong .  Piesa „Life” a devenit cel mai căutat single pe Shazam pentru 2019,  și a luat și primul loc în clasamentul celor mai populare piese din 2019, conform Yandex Music  și locul doi în clasamentul celor mai ascultate piese din Rusia, potrivit Apple Music . 
Pe 27 septembrie 2019 și-a lansat albumul de debut Vinyl # 1 . 

## Albume
| * Track-list    |                 |         |  |
| Nr.             | Titlu           | Lungime |  |
| 1.              | „Ещё хочу”      | 3:25    |  |
| 2.              | „Зелёные волны” | 3:43    |  |
| 3.              | „Сияй”          | 3:24    |  |
| 4.              | „Океан”         | 3:24    |  |
| Lungime totală: | Lungime totală: | 13:16   |  |

| * Track-list    |                 |         |  |
| Nr.             | Titlu           | Lungime |  |
| 1.              | „Безболезненно” | 4:13    |  |
| 2.              | „Beverly Hills” | 3:39    |  |
| 3.              | „Двусмысленно”  | 3:04    |  |
| 4.              | „Fly”           | 3:13    |  |
| Lungime totală: | Lungime totală: | 29:31   |  |

## Single
| An   | Cântec | Album                                | Pozițiile de vârf ale graficului                                     | Pozițiile de vârf ale graficului                     | Pozițiile de vârf ale graficului                       | Pozițiile de vârf ale graficului | Pozițiile de vârf ale graficului | Ref.   |
| An   | Cântec | Album                                | CSI                                                                  | CSI                                                  | CSI                                                    | RUS                              | BUL </br>                        | Ref.   |
| An   | Cântec | Album                                | TopHit </br> Top </br> Radio & </br> YouTube </br> Recunoscute </br> | TopHit </br> Top </br> Radio </br> Recunoscute </br> | TopHit </br> Top </br> YouTube </br> Recunoscute </br> | iTunes                           | BUL </br>                        | Ref.   |
| ---- | --- | ------------------------------------ | -------------------------------------------------------------------- | ---------------------------------------------------- | ------------------------------------------------------ | -------------------------------- | -------------------------------- | ------ |
| 2017 | rowspan="4" style="background: var(--background-color-notice-subtle,#ececec); color: grey; color:var(--color-base, #000);" class="table-na" \| Non-album single | 412                                  | 331                                                                  | 104                                                  |                                                        |                                  | [ 33 ]                           |        |
| 2017 | "Анестезия" |                                      |                                                                      |                                                      |                                                        |                                  | [ 34 ]                           |        |
| 2017 | „Анестезия” (Slider & Magnit Remix) |                                      |                                                                      |                                                      |                                                        |                                  | [ 35 ]                           |        |
| 2018 | „Ещё хочу” (Black Station Remix) |                                      |                                                                      |                                                      |                                                        |                                  | [ 36 ]                           |        |
| 2018 | „Зелёные волны” (DJ Amor Remix) | Зелёные волны </br> (Colecția Remix) |                                                                      |                                                      |                                                        |                                  |                                  | [ 37 ] |
| 2018 | "Viață" | Vinil # 1                            | 16                                                                   | 38                                                   | 12                                                     | 1                                | 6                                | [ 38 ] |
| 2018 | „Viața” (Lavrushkin & Mephisto Remix) | Viață </br> (Colecția Remix)         |                                                                      |                                                      |                                                        |                                  |                                  | [ 39 ] |
| 2018 | style="background: var(--background-color-notice-subtle,#ececec); color: grey; color:var(--color-base, #000);" class="table-na" \| Non-album single             |                                      |                                                                      |                                                      |                                                        |                                  | [ 40 ]                           |        |
| 2018 | „Viața” (Black Station Remix) | Viață </br> (Colecția Remix)         |                                                                      |                                                      |                                                        |                                  |                                  | [ 41 ] |
| 2019 | "Шарик" | Vinil # 1                            |                                                                      |                                                      |                                                        |                                  |                                  | [ 42 ] |
| 2019 | rowspan="2" style="background: var(--background-color-notice-subtle,#ececec); color: grey; color:var(--color-base, #000);" class="table-na" \| Non-album single |                                      |                                                                      |                                                      |                                                        |                                  | [ 43 ]                           |        |
| 2019 | „Паруса” (feat. Mot) (Alex Shik & Slaving Radio Edit) |                                      |                                                                      |                                                      |                                                        |                                  | [ 44 ]                           |        |
| 2019 | "Beverly Hills" | Vinil # 1                            | 25                                                                   | 35                                                   | 18                                                     |                                  | 11                               | [ 45 ] |
| 2019 | "Credo" | Vinil # 1                            | 1                                                                    | 1                                                    | 35                                                     |                                  |                                  | [ 46 ] |
| 2020 | "ЯТЛ" | " Vinil # 2                          |                                                                      |                                                      |                                                        |                                  |                                  | [ 47 ] |

### Videoclipuri muzicale
| An   | Titlu | Director | Album     |
| ---- | --- | --- | --------- |
| 2017 | "Чак" | Bogdan Leonovic \| rowspan="2" style="background: var(--background-color-notice-subtle,#ececec); color: grey; color:var(--color-base, #000);" class="table-na" \| Non-album single |           |
| 2017 | "Анестезия" | Serghey Gray |           |
| 2018 | „Еще хочу” | Iaroslav Korotkov | Сияй - EP |
| 2018 | „Зеленые волны” | Iaroslav Korotkov | Сияй - EP |
| 2019 | "Viață" | Iaroslav Korotkov | Vinil # 1 |
| 2019 | rowspan="1" style="background: var(--background-color-notice-subtle,#ececec); color: grey; color:var(--color-base, #000);" class="table-na" \| Non-album single | Iaroslav Korotkov |           |
| 2019 | "Beverly Hills" | Alan Badoev | Vinil # 1 |
| 2020 | "ЯТЛ" | Alan Badoev | Vinil # 2 |
| 2020 | "Credo" | Alan Badoev | Vinil # 1 |

## Premii și nominalizări
| An   | Adjudecare                                 | Destinatar (i) și candidat (i) | Categorie | Rezultat | Ref. |
| ---- | ------------------------------------------ | ------------------------------ | --- | -------- | ---- |
| 2019 | Premiul Muz TV                             | Zivert                         | style="background: #FDD; color: black; vertical-align: middle; text-align: center; " class="no table-no2"\|Nominalizare                          | [ 48 ]   |      |
| 2019 | Premiul Muz TV                             | Zivert                         | style="background: #99FF99; color: black; vertical-align: middle; text-align: center; " class="yes table-yes2"\|Câștigat                         | [ 48 ]   |      |
| 2019 | RU. Premii TV                              | Zivert                         | style="background: #99FF99; color: black; vertical-align: middle; text-align: center; " class="yes table-yes2"\|Câștigat                         | [ 49 ]   |      |
| 2019 | RU. Premii TV                              | Zivert                         | Alegerea cosmopolită \| style="background: #99FF99; color: black; vertical-align: middle; text-align: center; " class="yes table-yes2"\|Câștigat | [ 49 ]   |      |
| 2019 | Premiul Național de Muzică rusă „Victoria” | "Viață"                        | style="background: #99FF99; color: black; vertical-align: middle; text-align: center; " class="yes table-yes2"\|Câștigat                         | [ 50 ]   |      |
| 2019 | Premiul Național de Muzică rusă „Victoria” | Zivert                         | style="background: #99FF99; color: black; vertical-align: middle; text-align: center; " class="yes table-yes2"\|Câștigat                         | [ 50 ]   |      |
| 2019 | Premiul Național de Muzică rusă „Victoria” | "Viață"                        | style="background: #99FF99; color: black; vertical-align: middle; text-align: center; " class="yes table-yes2"\|Câștigat                         | [ 50 ]   |      |
| 2019 | Premiul Național de Muzică rusă „Victoria” | "Beverly Hills"                | style="background: #FDD; color: black; vertical-align: middle; text-align: center; " class="no table-no2"\|Nominalizare                          | [ 50 ]   |      |
| 2020 | "Premiile Новое радио"                     | Zivert                         | style="background: #99FF99; color: black; vertical-align: middle; text-align: center; " class="yes table-yes2"\|Câștigat                         | [ 51 ]   |      |
| 2020 | "Premiile Новое радио"                     | Zivert                         | style="background: #99FF99; color: black; vertical-align: middle; text-align: center; " class="yes table-yes2"\|Câștigat                         | [ 51 ]   |      |
| 2020 | "Premiile Новое радио"                     | "Viață"                        | style="background: #99FF99; color: black; vertical-align: middle; text-align: center; " class="yes table-yes2"\|Câștigat                         | [ 51 ]   |      |